# Karl Otto Taubert
Karl Otto Taubert (* 26. Juni 1833 in Naumburg; † 1. August 1903 in Torgau) war ein deutscher Musikpädagoge.

## Leben
Er besuchte das Gymnasium in Naumburg und studierte danach in Halle Philologie. Danach erwarb er die Lehrbefähigung als Gesang- und Turnlehrer. 1858 bis 59 als Privatlehrer in Naumburg tätig, wurde Taubert zu jener Zeit in Bonn promoviert. In der Folge war er als Lehrer in Mönchengladbach, Schwelm, Arnsberg, Tilsit sowie in Rastenburg tätig. 1864 absolvierte er das Oberlehrerexamen in Königsberg. Im gleichen Jahr nahm Taubert eine Tätigkeit als Gymnasialoberlehrer (damit verbunden der Professorentitel) in Torgau auf. Dort wirkte er als Musikdirektor sowie Kantor und engagierte sich in mehreren Vereinen.
Taubert verfasste mehrere Veröffentlichungen zur reichen Musikgeschichte Torgaus. Wegen seiner Verdienste auf musikalischem Gebiet wurde er 1887 zum Kgl. preußischem Musikdirektor ernannt und ihm 1900 der Orden "Roter Adler" (4. Klasse) verliehen.

## Werke
- Die Pflege der Musik in Torgau vom Ausgang des 15. Jh. bis auf unsere Tage (1868).
- Der Gymnasial-Singechor zu Torgau in seiner gegenwärtigen Verfassung … (1870).
- Daphne - Das erste deutsche Operntextbuch (1879).
- Zweiter Nachtrag zur Geschichte der Pflege der Musik in Torgau (1890).